# Papiro di Ani

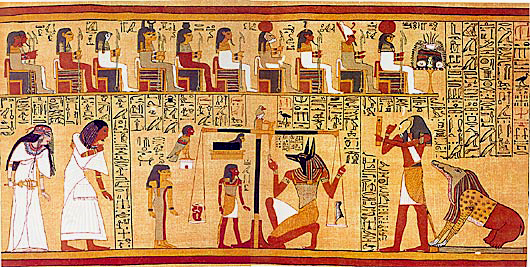
Rappresentazione della pesatura del cuore sul Papiro di Ani

Il Papiro di Ani è un papiro manoscritto in geroglifici corsivi del periodo della XIX dinastia dell'antico Egitto ed è la versione più conosciuta del Libro dei morti.
Fu scoperto in una tomba di Tebe nel 1888 e acquistato l'anno successivo dal British Museum.